# Toplotno izolirani sistem
Toplòtno izolíran sistém v termodinamiki imenujemo termodinamski sistem, ki z okolico ne izmenjuje ne snovi, ne toplote. Zgled toplotno izoliranega sistema je idealizirana Dewarjeva posoda.